# رضا بهلوي الثاني

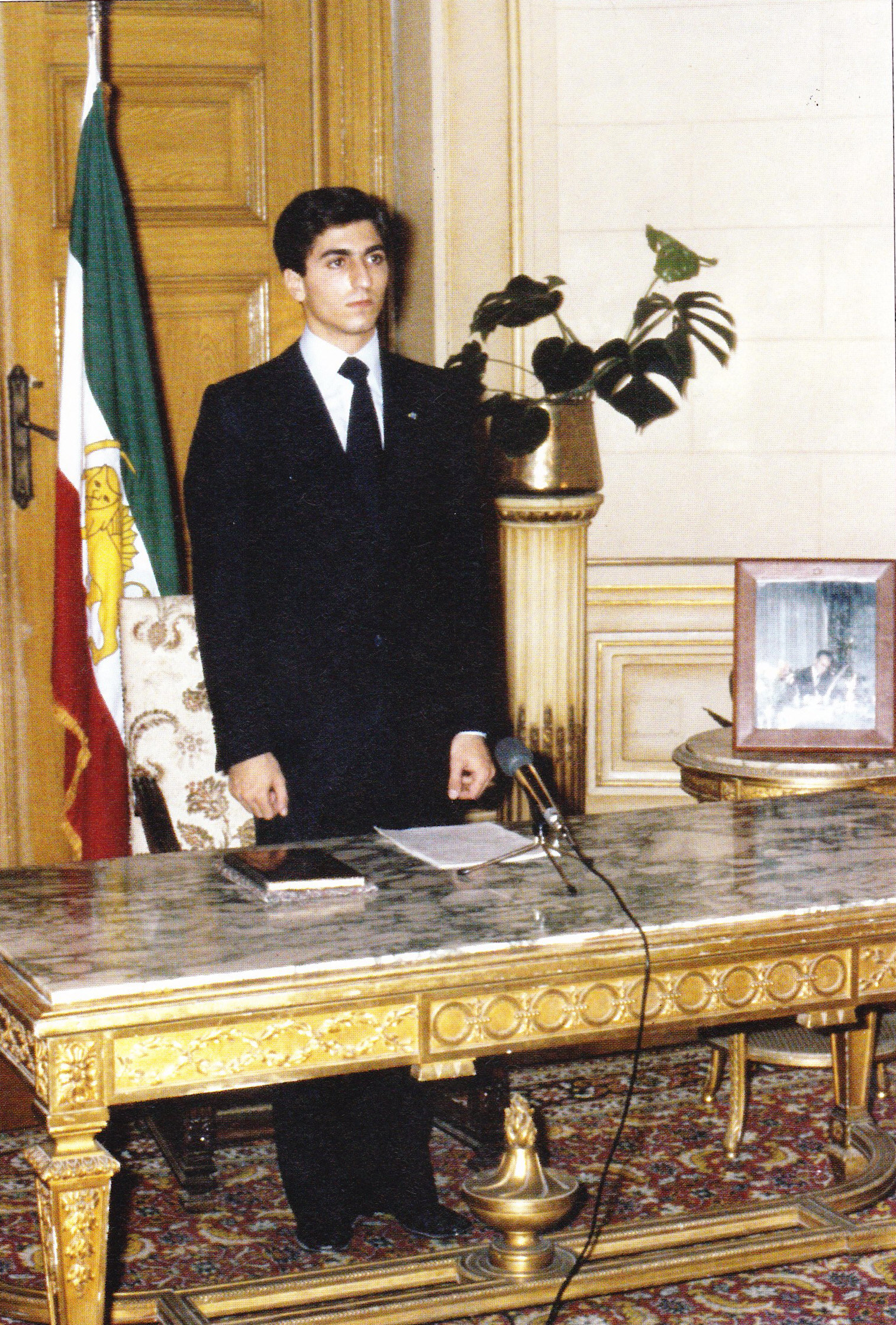
رضا بهلوي الثاني عام 1980

رضا بهلوي الثاني  (بالفارسية: رضا پهلوی دوم) هو الابن الأكبر لشاه إيران محمد رضا بهلوي من زوجته الثالثة فرح ديبا وولي عهده، وحفيد رضا شاه بهلوي، مؤسس الدولة بهلوي.
ولد في مدينة طهران في 31 أكتوبر 1960. تم تسميته رسميًا "ولي عهد إيران" في عام 1967 أثناء تتويج والده. كان في الولايات المتحدة الأمريكية أثناء اندلاع الثورة الإسلامية عام 1979 ثم انتقل إلى العيش مع باقي أسرته في الولايات المتحدة الأمريكية، حيث التقى هناك بزوجته ياسمين بهلوي. 
هو طيار مقاتل مدرّب في الولايات المتحدة، فقد عرض خدماته على إيران خلال الحرب الإيرانية العراقية، لكن الحكومة الإيرانية رفضت ذلك.
على مر السنين، رسّخ نفسه كبديل حكومي للثورة الإسلامية في إيران، مع رفضه للهجمات العسكرية ضدها. لديه عدد كبير من المؤيدين داخل إيران وخارجها، خاصة في الجاليات الإيرانية في الخارج، ويحظى بدعم دولي واسع.
في فبراير 2025، تم اختيار بهلوي من قبل عدة أطياف من المعارضة الإيرانية ليكون زعيم المعارضة وكذلك رئيس الحكومة الانتقالية المستقبلية "حتى تشكيل الجمعية الوطنية الأولى وبدء حكومة ديمقراطية من خلال انتخابات حرة".
منذ اندلاع الحرب مع إسرائيل، عبّر عن ضرورة أن ينهض الشعب الإيراني ضد النظام ويستعيد قوته بيديه، مع الحفاظ على التمييز بين الشعب والحكومة.
يدعو إلى أن تصبح إيران حليفًا للغرب ولأوروبا. وبحسب صحيفة ديلي تلغراف، يتمتع باعتراف داخل إيران وخارجها، ولديه خطط لإصلاح البلاد. كما أشارت مؤسسة المجلس الأطلسي إلى أنه شخصية توحيدية في صفوف المعارضة الإيرانية.
ويُشار إليه على أنه "الوجه الإعلامي لحركة الديمقراطية" في إيران. وهو مؤسس وزعيم المجلس الوطني الإيراني للانتخابات الحرة، وهو جماعة معارضة إيرانية في المنفى. كما أنه مؤيد لإجراء استفتاء حر في إيران لتحديد طبيعة الحكومة المستقبلية.

## نشاطه السياسي
غادر إيران في سن الـ17 من عمره في دورة تدريبية على الطائرات الحربية في الولايات المتحدة، وبقي بالمنفى في أمريكا بعدما أطاحت ثورة 1979 بوالده، ورغم ذلك لم يبتعد عن إيران، فهو يتابع التطورات في بلاده من خلال شبكة واسعة من المصادر داخل وخارج إيران، وقاد معارضة النظام الإيراني في الخارج بعد اندلاع احتجاجات ديسمبر 2017، حيث دعا لإسقاط النظام وإقامة نظام جديد «علماني» يحترم جميع الاديان والمعتقدات ويرفض الاسلام السياسي واي نوع من الايدولوجيات الدينية أو الشيوعية. ويدعوا الى المساواة بين جميع اطياف الشعب من الفرس والاكراد والترك والعرب واليهود وغيرهم في بلد واحد يجمعهم حقوق المساواة والمواطنة والعدالة والديمقراطية ، كما سعى لإقامة تحالف يضم ناشطين ومدافعي حقوق الإنسان للوقوف بوجه النظام، وفي 2018 وضع خارطة طريق لإنقاذ بلاده لترسيخ العلمانية والديمقراطية، أما في 2019 دشن مشروع «ققنوس» لإعادة إعمار إيران بعد إسقاط النظام، كما رفض شن هجوم عسكري على بلاده، ودعا لدعم الشعب الإيراني والاستماع اليه والحوار معه بدلا من الحوار مع النظام الإيراني الذي لا يمثله. وما زال يواصل جهوده للانقلاب على الحكم في ايران بواسطة الشعب الإيراني ويطلب من المجتمع الدولي وبالاخص الدول التي تدعي الديمقراطية الى تقديم الدعم للشعب الايراني ومواصلة الضغط بالحد الاقصى على النظام الحاكم بهدف إسقاطه بصورة سلمية وبأقل خسارة ممكنة.
وفقًا لتقرير من صحيفة "ديلي تلغراف"، فإن محمد رضا بهلوي يتمتع بتأييد واسع، حتى أن المنتقدين يعترفون بأن رضا بهلوي على الأقل لديه خطة لتغيير الوضع في إيران ويستفيد من الشهرة العامة داخل وخارج البلاد.
في 28 يونيو 2025، وفي أعقاب حالة الطوارئ التي نشأت في إيران، أعلن رضا بهلوي أن سقوط الجمهورية الإسلامية أمر لا رجعة فيه، وأنه يحتاج فقط إلى انتفاضة شعبية لإنهاء حربها التي استمرت 46 عامًا مع الشعب الإيراني. ووعد بأن لديه خطة جاهزة للانتقال السلمي إلى حكومة ديمقراطية وطنية خلال المئة يوم الأولى، وطلب من القوات الأمنية أن تنضم إلى الشعب بدلاً من التضحية بأنفسهم من أجل النظام الذي يوشك على السقوط. واتهم رضا بهلوي النظام الإسلامي بفرض الحرب على إيران، مؤكدًا أن الحرب هي حرب النظام وليست حرب الشعب الإيراني.

## وصلات خارجية
- موقع رضا بهلوي الرسمي